# Griva
Griva (lat. Juba) je dlaka koja prekriva lice i, kod nekih životinja, manji dio tijela. Najpoznatije životinje koje imaju grivu su konj i lav. Lavlja griva je gusta i, osim lica, uokviruje i prsa i obraze. Konjska griva je kraća širi se sa svake strane lica i može biti smeđa, crna ili bijela, ovisno o tome koje je boje konj. Kod lavova griva može biti zlatna do svjetlosmeđa i žućkasto-bijela kod bijelih lavova. Točna svrha grive ni u konja ni u lava nije poznata, iako se nagađa da bi griva u lava mogla biti zaštita od rana u borbama. Svrha grive u konja nije poznata.
- Primjeri duge dlake...
- ... na glavi, vratu
- .. i nogama konja